# Hugh Lowther
Hugh Lowter, né le 25 janvier 1857, décédé le 13 avril 1944, est un sportif et noble britannique. Il est le 5e comte de Lonsdale.

## Biographie
Il est le fils d'Henry Lowther (3e comte de Lonsdale) et de Emily Susan Caulfeild.

## Sport
Grand sportif, Hugh Lowter s'intéresse à la boxe anglaise, au football (il dirige Arsenal), au sport hippique, à la chasse au renard.

### Boxe
Hugh Lowter organise en 1891 le premier match de boxe où sont portés des gants.
Il crée aussi la Lonsdale belt, trophée décerné aux champions de Grande-Bretagne de boxe anglaise de chaque catégorie de poids. Le trophée est initialement en porcelaine et or 24 carats, orné de rouge, de blanc et de bleu.
Ce trophée inspirera Bernard Hart le nom de la marque Lonsdale, qu'il créera après avoir demandé la permission au septième comte de Lonsdale, James Lowther.